# Skylon (Raumfähre)
Skylon ist ein Entwurf für eine unbemannte Raumfähre der britischen Firma Reaction Engines.

## Missionsprofil
Für den Vortrieb nutzt es ein Triebwerk, das es ermöglicht, eine Umlaufbahn mit einer einzigen Stufe zu erreichen. Dieses Verfahren wird als SSTO (Single Stage to Orbit) bezeichnet. Die Firma plant eine ganze Flotte dieser Gefährte, das Design ist auf bis zu 200-fache Wiederverwendbarkeit ausgelegt. In Studien wurde berechnet, dass die Kosten pro Kilogramm Nutzlast von den bisherigen 18.000 €/kg auf 800 €/kg sinken könnten (Stand 2011). Dies beinhaltet die Kosten für Forschung und Entwicklung. Es wird erwartet, dass die Kosten noch viel weiter fallen werden, wenn sich die Anfangskosten erst amortisiert haben. Die Gesamtkosten des Programms werden vom Entwickler auf etwa 12 Milliarden US-Dollar geschätzt. Es werden Stückkosten von 190 Millionen US-Dollar anvisiert.
Das mit Wasserstoff angetriebene Fluggerät würde von einer normalen Startbahn abheben und bis zu einer Höhe von 26 km auf etwa Mach 5,4 beschleunigen. Bis zu dieser Höhe würde wie bei konventionellen Flugzeugtriebwerken Luftsauerstoff genutzt, um danach, zum Erreichen der Umlaufbahn, auf den internen Tank mit Flüssigsauerstoff (LOX) umzuschalten. Dort könnte die bis zu 12 Tonnen schwere Nutzlast ausgeklinkt werden, anschließend würde die Raumfähre wieder auf der Erde landen. Die Nutzlast könnte in einem genormten Nutzlastcontainer transportiert werden.
Der Wiedereintritt liefe ähnlich wie beim Space Shuttle ab. Das Fluggerät muss ebenso mit einer Keramikaußenhaut vor der entstehenden Wiedereintrittshitze geschützt werden. Geht der Plan der Entwickler auf, wäre Skylon nach zwei Tagen Inspektion und notwendiger Wartung wieder startbereit. 2010 war nur ein kleiner Teil der notwendigen Mittel gesichert, die für die Entwicklung und den Bau eines Skylon-Prototyps nötig sind. Die Forschungsarbeiten am SABRE-Triebwerk gehen mit Unterstützung der ESA weiter. Im Januar 2011 erbat REL weitere Mittel der britischen Regierung und erhielt daraufhin 350 Millionen US-Dollar. Die Erprobung der Schlüsseltechnologien (v. a. der Vorkühler) wurde im November 2012 erfolgreich abgeschlossen; es folgt die finale Phase des Projekts.

## Forschung und Entwicklung

### Hintergrund

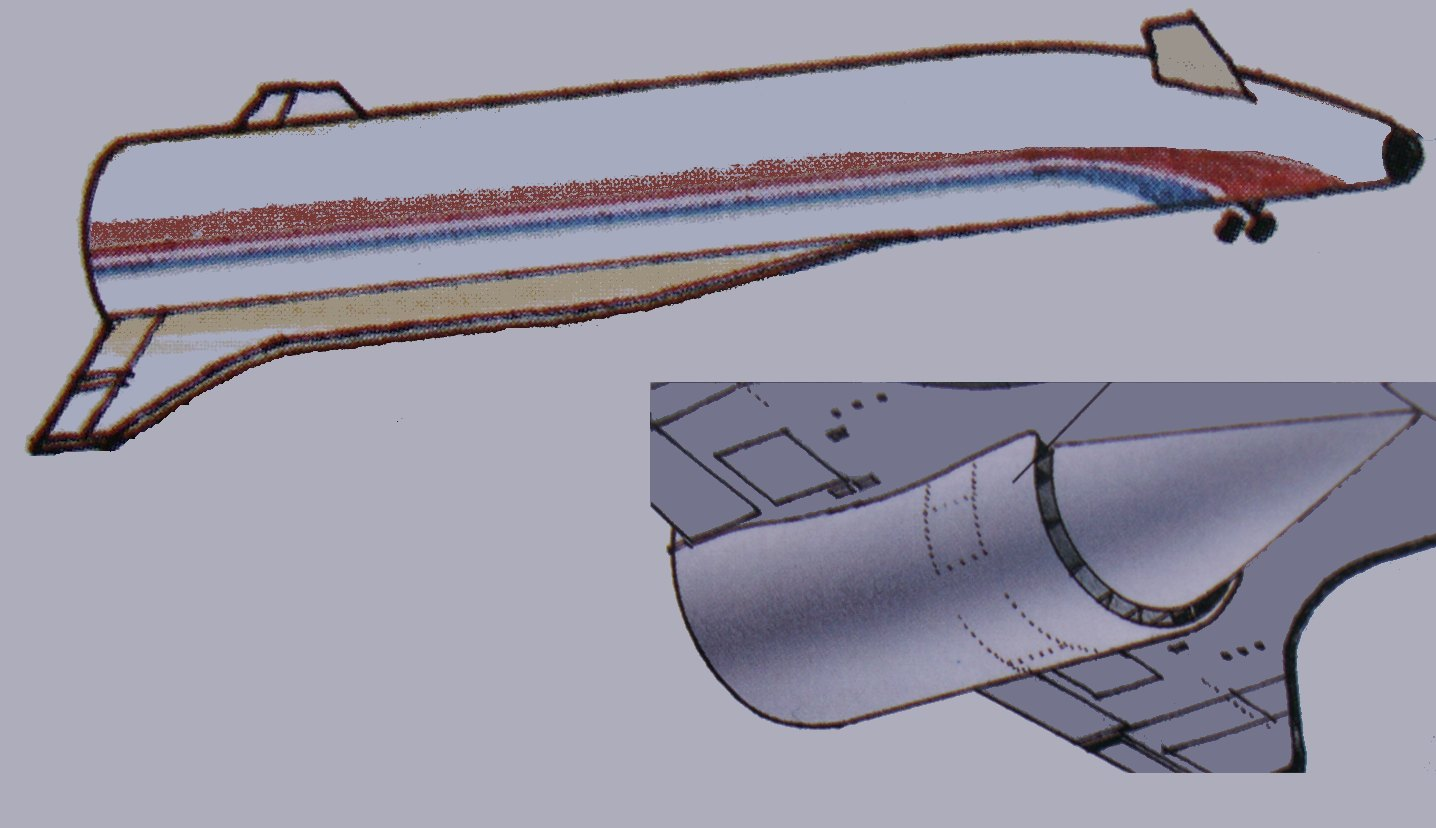
Skylon entwickelte sich aus dem HOTOL-Projekt.

Skylon basiert auf dem früheren Projekt HOTOL von Alan Bond, dessen Entwicklung 1982 begann. Zu dieser Zeit konzentrierte sich die Raumfahrttechnik speziell auf wiederverwendbare Startsysteme, wie z. B. das amerikanische Space Shuttle. In Zusammenarbeit mit British Aerospace und Rolls-Royce zeichnete sich ein Design ab, das sich als derart vielversprechend herausstellte, dass die britische Regierung 3,2 Millionen US-Dollar in die Förderung des Projektes investierte.

### Finanzierung und Triebwerksentwicklung
Nach Gesprächen mit dem British National Space Center (der späteren UK Space Agency) wurden rund eine Million Euro seitens des British National Space Centres, der European Space Agency (ESA) und Reaction Engines Limited (REL) zur Herstellung einer Demonstrationsmaschine von Skylon bereitgestellt.
Dieses Technologiedemonstrationsprogramm dauerte etwa 2,5 Jahre und wurde mit einer weiteren Million von der ESA gefördert. Durch dieses Programm stieg Reaction Engines Ltd in der Technology-Readiness-Level-Skala von 2 bis 3 zu einem Wert von 4 bis 5 auf. Der ehemalige britische Minister for Science and Innovation Paul Drayson äußerte sich 2009 zu Skylon in einer Rede: „This is an example of a British company developing world-beating technology with exciting consequences for the future of space.“
Ab 2010 konzentrierte man sich ausschließlich auf die Entwicklung der Triebwerke unter Zuhilfenahme einer weiteren Million Euro von der ESA. Im Januar 2011 bat REL die britische Regierung um weitere Mittel für das Projekt Skylon. Am 13. April 2011 verkündete REL, das Skylon-Design habe mehrere rigorose Testläufe bestanden. Am 24. Mai 2011 erklärte die ESA offiziell, dass das Design realisierbar wäre, da keine Mängel zu erkennen seien.
Der größte Erfolg der statischen Tests der SABRE-Triebwerke wurde im Juni 2011 erreicht, was den Start der Phase 3 in dem Skylon Entwicklungsprogramm markierte. Ein REL-Sprecher gab bekannt, dass rund 350 Millionen Euro in das Projekt investiert würden, was allerdings abhängig vom erfolgreichen Abschluss der Tests mit einem vollständigen Triebwerk im Juni 2011 ist.
Am 9. Mai 2011 gab REL an, ein Prototyp von Skylon könnte bereits 2016 seinen ersten Suborbitalflug absolvieren. Eine mögliche Route wäre vom ESA-Weltraumbahnhof in Französisch-Guayana über den Atlantik zum  Raketenstartplatz Esrange im Norden Schwedens. Alan Bond verkündete am 8. Dezember auf der Appleton Space Conference, dass sich die Indienststellung Skylons vom bisher angepeilten Jahr 2020 auf 2021–2022 verzögern wird.
Im April 2012 bestätigte REL den erfolgreichen Abschluss der ersten Testphase der Vorkühler des Triebwerks. REL gab am 10. Juli bekannt, dass zwei Drittel einer Reihe von Tests erfolgreich verlaufen waren. Am 13. Juli erklärte ESA-Generaldirektor Jean-Jacques Dordain gegenüber Space News, die ESA werde Gespräche mit REL zwecks „technischer Verständigung“ führen.
Ende 2016 entfernte Reaction Engines das Skylon-Projekt von seiner Website.

## Technologie und Design

### Übersicht

Das Raumflugzeug Skylon ist konzipiert als ein zweimotoriges, „schwanzloses“ Flugzeug, mit verstellbaren Entenflügeln

Skylon ist eine einstufige Raumfähre (SSTO=single stage to orbit), sie erreicht den Erdorbit also ohne weitere Hilfsmittel (wie z. B. Booster oder zusätzliche Treibstofftanks). Befürworter von SSTO behaupten, aufgrund ihrer Komplexität können in mehrstufigen Systemen schneller Probleme und Fehler auftreten. Es sei außerdem äußerst schwierig, teilweise sogar unmöglich, manche Teile wiederzuverwenden, was große Kosten verursache. Von SSTO-Entwürfen versprechen sie sich deshalb eine enorme Kostenreduzierung für Raumflüge. Es ist geplant, dass Skylon von einer speziell verstärkten Startbahn startet, in eine niedrige Erdumlaufbahn vordringt und nach dem Wiedereintritt wie ein normales Flugzeug auf einer Landebahn landet.
Der Entwurf Skylon C2 zeichnet sich durch eine große zylindrische Nutzlastkammer aus, welche 13 m lang ist und einen Durchmesser von 4,8 m hat.

## Technische Daten
| Kenngröße             | Daten                                                         |
| --------------------- | ------------------------------------------------------------- |
| Besatzung             | keine, ferngesteuert (Passagiermodul geplant für 24 Menschen) |
| Passagiere            | bis zu 30                                                     |
| Länge                 | 83,3 m                                                        |
| Spannweite            | 25,4 m                                                        |
| Nutzlast              | 15.000 kg                                                     |
| Leermasse             | 55.000 kg                                                     |
| max. Startmasse       | 275.000 kg                                                    |
| Reisegeschwindigkeit  | Kreisbahngeschwindigkeit 7,91 km/s (28476 km/h)               |
| Höchstgeschwindigkeit | Luftsauerstoff: Mach 5,5; Flüssigsauerstoff: > 7,7 km/s       |
| Dienstgipfelhöhe      | 26.000 m mit Luftsauerstoff; > 200 km mit Flüssigsauerstoff   |
| Reichweite            | Niedriger Erdorbit (LEO)                                      |
| Triebwerke            | 2 × SABRE-Kombitriebwerk                                      |